# بوتتوش
بوتتوش (به مجاری:  Büttös) یک شهرداری در مجارستان است که در ناحیه انچ واقع شده‌است. بوتتوش ۱۸٫۱۸ کیلومتر مربع مساحت و ۲۲۹ نفر جمعیت دارد.